# Nyassunio
Nyassunio је род слатководних шкољки из породице Unionidae, речне шкољке.

## Врсте
Врсте у оквиру рода Nyassunio:
- Nyassunio nyassaensis (Lea, 1864)
- Nyassunio ujijiensis (Crosse, 1881)